# The Flirt (film 1916 Smalley)
The Flirt è un film muto del 1916 diretto da Phillips Smalley e Lois Weber. È il primo adattamento cinematografico del romanzo The Flirt di Booth Tarkington.

## Trama
Abituata a flirtare e a far cadere ai suoi piedi ogni corteggiatore, Cora Madison - una giovane donna appartenente a una delle famiglie più in vista della città - si scontra con Valentine Corliss, un nuovo arrivato. L'uomo, infatti, non cede al suo fascino: anzi, riesce a farla innamorare. Cora, per compiacerlo, convince i suoi numerosi ammiratori e amici a sottoscrivere un investimento con Corliss ma, ben presto, la donna si rende conto che Valentine la sta usando per truffare gli investitori. La reputazione di Cora ne esce rovinata, tanto da farle perdere ogni prospettiva di un buon matrimonio. Per non restare zitella, la giovane donna sarà costretta ad accettare la proposta di matrimonio di un suo vecchio corteggiatore, ben al di sotto dello stato sociale di lei. Corliss, dal canto suo, verrà ucciso da una delle sue vittime quando cercherà di fuggire dalla città.

## Produzione
Il film fu prodotto dall'Universal Film Manufacturing Company (Bluebird Photoplays).

### Versioni cinematografiche diThe Flirt
- The Flirt, regia di Phillips Smalley e Lois Weber (1916)
- The Flirt, regia di Hobart Henley (1922)
- The Bad Sister, regia di Hobart Henley (1931)

## Distribuzione
Distribuito dall'Universal Film Manufacturing Company (Bluebird Photoplays), il film uscì nelle sale cinematografiche USA il 26 marzo 1916.